# 125번가역 (IRT 브로드웨이-7번로선)
125번가(125th Street, 구 맨해튼 스트리트(Manhattan Street))역은 뉴욕 지하철 IRT 브로드웨이-7번로선의 완행역이다.  125번가와 브로드웨이 교차로, 맨해튼 맨해튼빌과 모닝사이드 하이츠의 경계에 위치하여 전시간 1 열차가 운행된다.
125번가 역은 1900년에 승인된 도시 최초의 지하철 노선의 일부로 인터보로 래피드 트랜싯 컴퍼니(IRT)용으로 건설되었다. 125번가를 포함하는 노선 구간의 건설은 같은 해 6월 18일에 시작되었다. 이 역은 1904년 10월 27일 뉴욕 지하철의 초기 28개 역 중 하나로 개통되었다. 이 역의 승강장은 1948년에 연장되었고, 역사는 2000년대에 보수되었다.
125번가 역은 두 개의 상대식 승강장과 세 개의 선로로 구성되어 있으며, 중앙 선로는 정규 운행에 사용되지 않는다. 이 역은 125번가를 둘러싼 자연 경사로를 가로질러 브로드웨이-7번로선을 운반하는 2,174-피트-long (663 m) 길이의 맨해튼 밸리 고가교에 있는 유일한 역이다. 승강장에는 윈드스크린과 캐노피가 있다. 승강장 아래에 있는 역 건물에는 125번가와 브로드웨이로 가는 출구가 있다. 맨해튼 밸리 고가교는 뉴욕시 지정 랜드마크이며 미국 국립사적지에 등재되어 있다.

## 역 구조
| 승강장 | 상대식 승강장  | 상대식 승강장                                                                                      |
| 승강장 | 북행 완행      | ← 밴코틀랜드 파크-242번가 방면 (틀:NYCS Platform Layout IRT Broadway–Seventh Avenue Line/previous) |
| 승강장 | 혼잡 방향 급행 | → 정규 운행 없음                                                                                   |
| 승강장 | 남행 완행      | → 사우스 페리 방면 (틀:NYCS Platform Layout IRT Broadway–Seventh Avenue Line/next) →               |
| 승강장 | 상대식 승강장  | |
| 대합실 | 대합실         | 운임 구역, 역무원, 메트로카드 및 OMNY 기계 틀:NYCS Platform Layout access                          |
| 지면   | 거리           | 출입구                                                                                             |

이 역은 초기 지하철의 일부였다. 2면의 상대식 승강장과 3선의 선로가 있으며, 중앙 선로는 영업 운행에 사용되지 않는다. 두 승강장 모두 베이지색 윈드스크린과 빨간색 캐노피가 있다.:62  윈드스크린에는 2003년 역의 보수 공사 때 설치된 중앙 창문과 녹색 프레임과 윤곽선을 가지고 있다. 캐노피로 그늘이 지지 않는 승강장 양 끝에는 녹색의 허리 높이의 철제 펜스가 있다.

### 고가교

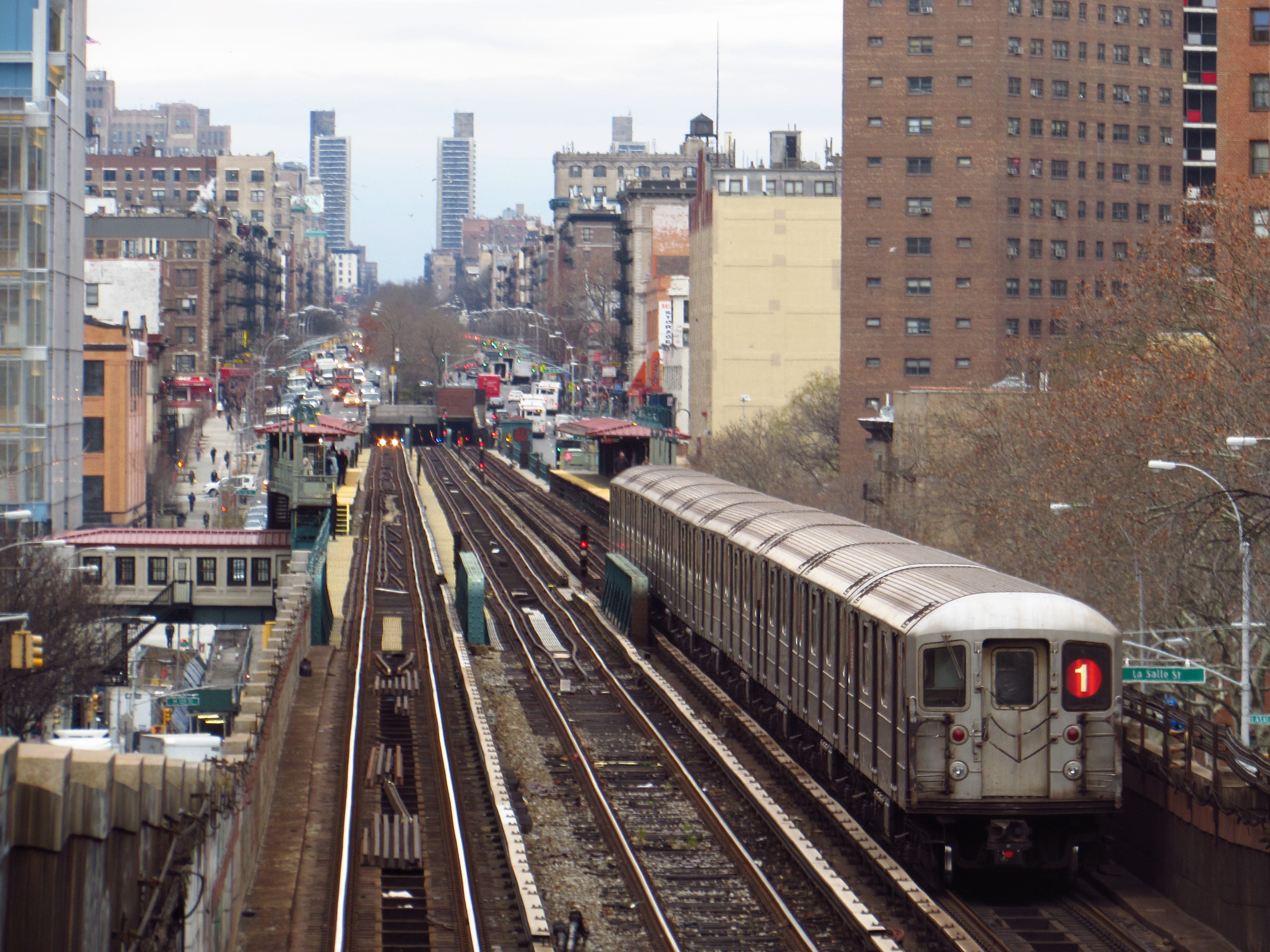
122번가 포털에서 본 125번가역에 진입한 북행 1 열차

125번가역은 122번가에서 135번가까지 맨해튼빌을 연결하는 2,174-피트-long (663 m) 길이의 맨해튼 밸리 고가교에 있는 유일한 역이다.:2:62 고가교는 valley을 횡단하는 동안 열차가 비교적 수평을 유지하고 가파른 경사를 피할 수 있게 해준다. 브로드웨이와 125번가의 비스듬한 교차로는 125번가를 재배치하는 비용이 많이 들기 때문에 IRT의 다른 부분에서 사용되는 단순한 강철 지지대가 있는 고가 강철 구조물은 실현 되지 못했다.:3
125번가를 가로지르는 강철 아치는 길이가 168.5 피트 (51.4 m), 높이가 54 피트 (16 m)이며, 기초는 거리보다 30 피트 (9.1 m) 아래로 내려간다.:2:62 아치는 중심이 24.5 피트 (7.5 m) 떨어져 있는 3개의 격자 거더 2개 경첩 리브로 구성된다. 각 반쪽 리브는 선로를 운반하는 6개의 스팬드럴 기둥을 지지한다. 리브의 코드는 H 섹션과 6 피트 (1.8 m) 떨어져 있다. 나머지 고가교의 대부분은 다른 초기 IRT 노선과 유사한 단순한 강철 구조이며 각 구간 길이는 46 to 72 피트 (14 to 22 m), 가로 대들보는 31.33 피트 (9.5 m)이다. 각 선로는 피트당 330 파운드 매 피트 (490 kg/m)의 고정 하중과 축당 25,000 파운드 (11,340 kg)의 활하중으로 비례했다.:62–63 122번가에서 라살가로, 133번가에서 135번가로 이어지는 진입로는 석조로 만들어졌다.>:2:255 고가교가 완성되었을 당시, 짙은 녹색으로 칠해져 있었다.
건축평론가 몽고메리 슈일러(Montgomery Schuyler)는 125번가 위의 IRT 고가교를 "건축 관례가 전혀 인정되지 않는 엄격한 공학의 한 예"라고 평했다. 슈일러는 아치의 수직 지지대가 미적인 "어색함"을 지니고 있다는 불평 외에도, 실용적 목적으로 설계되었다는 점에서 "건축학적으로 훨씬 더 좋다"고 했다. 건축작가 노발 화이트(Norval White)와 엘리엇 윌렌스키(Elliot Willensky)는 AIA 가이드 투 뉴욕 시티에서 이 아치에 에펠탑의 격자를 언급하여 "에펠의 가치가 있다"라고 했다.

### 출구

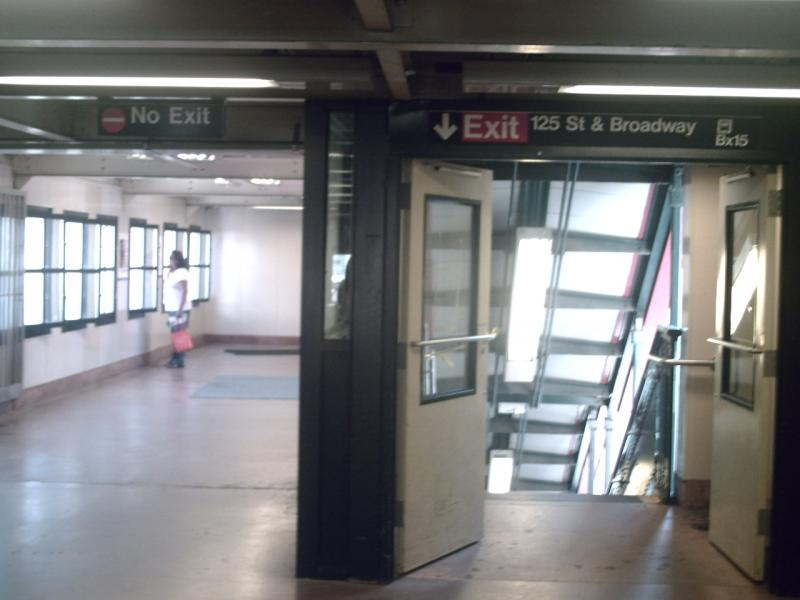
에스컬레이터로 가는 계단 및 통로

이 역에는 승강장과 선로 중앙에 고가역 한 채가 있다. 각 측면에서 두 개의 계단이 대기실/교차 통로 아래까지 내려가는데, 이 곳에서 개찰구 뱅크의 통로를 통해 역을 드나들 수 있다. 역 건물 서쪽의 운임 구역에는 토큰 부스와 폐쇄된 통로가 있으며 브로드웨이 서쪽으로 내려가는 두 개의 에스컬레이터로 연결된다. 에스컬레이터는 반대 방향으로 이동한다. 하나는 북쪽으로 125번가, 다른 하나는 남쪽으로 Tiemann Place이다. 역의 동편의 또다른 폐쇄된 통로는 남행 에스컬레이터와 이어지며, 125번가와 브로드웨이 남동쪽 모퉁이로 내려간다. 이 통로에 인접해 있는 "L"자 모양 계단의 상반부는 브로드웨이 바로 위에 있고 하반부는 교차로의 같은 모퉁이로 가는 폐쇄된 에스컬레이터 아래에 있다. 역이 개장했을 때, 도면에는 브로드웨이 중앙까지 내려가는 에스컬레이터가 있었다.